# Liste der Staatsoberhäupter von Griechenland

## Erste Griechische Republik
Nach dem Beginn des Griechischen Unabhängigkeitskrieges wurde 1828 Ioannis Kapodistrias Staatsoberhaupt des unabhängigen Griechenlands. Nach seiner Ermordung 1831 übernahm zunächst sein Bruder Augustinos Kapodistrias für einige Monate das Amt, bevor wechselnde Ausschüsse die Regierungsgewalt wahrnahmen.
| Ioannis Kapodistrias    | 24. Januar 1828 | 9. Oktober 1831 |
| Augustinos Kapodistrias | 9. Oktober 1831 | 9. April 1832   |
| Regierungsausschüsse    | 9. April 1832   | 6. Februar 1833 |

## Erstes Königreich Griechenland

### HausWittelsbach
Mit dem Ende des Befreiungskrieges setzte das griechische Parlament 1833 Prinz Otto, den Sohn des bayerischen Königs Ludwig I. von Bayern, als neuen König von Griechenland ein. 1862 wurde Otto I. durch einen Aufstand gestürzt und das Haus Wittelsbach abgesetzt.
| Otto I.          | 6. Februar 1833  | 23. Oktober 1862 |
| Regentschaftsrat | 23. Oktober 1862 | 30. März 1863    |

### HausSchleswig-Holstein-Sonderburg-Glücksburg
1863 wurde Prinz Wilhelm von Dänemark als Georg I. zum König erhoben. Er übte sein Amt fast 50 Jahre und damit länger als jedes griechische Staatsoberhaupt vor oder nach ihm aus. Ihm folgte sein Sohn Konstantin I. nach, der aber bereits 1917 aus dem Land fliehen musste, nachdem es zum Konflikt mit dem anti-monarchistischen Premierminister Eleftherios Venizelos gekommen war. Sein Sohn und Nachfolger Alexander starb bereits 1920, worauf Konstantin durch ein Referendum wieder eingesetzt wurde. Dieser wurde aber schon 1922 wieder durch einen Soldaten-Aufstand vertrieben und durch seinen ältesten Sohn Georg II. ersetzt. 1924 wurde die Republik ausgerufen und Georg II. musste das Land verlassen.
| Georg I.                      | 30. März 1863      | 18. März 1913      |                              |
| Konstantin I.                 | 18. März 1913      | 11. Juni 1917      | Sohn von König Georg I.      |
| Alexander I.                  | 11. Juni 1917      | 25. Oktober 1920   | Sohn von König Konstantin I. |
| Pavlos Koundouriotis (Regent) | 28. Oktober 1920   | 17. November 1920  |                              |
| Olga Romanowa (Regentin)      | 17. November 1920  | 19. Dezember 1920  | Ehefrau von König Georg I.   |
| Konstantin I.                 | 19. Dezember 1920  | 27. September 1922 |                              |
| Georg II.                     | 27. September 1922 | 25. März 1924      | Sohn von König Konstantin I. |

## Zweite Griechische Republik
Nach der Gründung der Republik übernahm zunächst Admiral Pavlos Koundouriotis das neue Amt des Staatspräsidenten. Nach nur einem Jahr stürzte ein Militärputsch unter General Theodoros Panglos die Regierung. Dieses Regime wurde nur wenige Monate später selbst durch das Militär abgesetzt und durch Koundouriotis ersetzt. Dieser trat 1929 aus gesundheitlichen Gründen zurück und übergab an Alexandros Zaimis das Amt. Durch einen erneuten Putsch wurde 1935 die Republik beseitigt und durch die Monarchie ersetzt.
| Pavlos Koundouriotis | 25. März 1924     | 15. März 1926    |
| Theodoros Pangalos   | 15. März 1926     | 22. August 1926  |
| Pavlos Koundouriotis | 24. August 1926   | 9. Dezember 1929 |
| Alexandros Zaimis    | 10. Dezember 1929 | 10. Oktober 1935 |

## Zweites Königreich Griechenland

### Haus Schleswig-Holstein-Sonderburg-Glücksburg
1935 wurde der ehemalige König Georg II. wieder als Monarch eingesetzt. Bereits ab 1936 übte jedoch der Premierminister Ioannis Metaxas die Macht als Diktator aus. 1941 überfielen deutsche, bulgarische und italienische Truppen das Land und besetzten es bis 1944. König Georg II. befand sich bis 1946 im Exil, wobei zwischen dem Ende der Besatzung und der Rückkehr des Königs der Erzbischof von Athen, Damaskinos Papandreou, die Regentschaft ausübte.

Nach dem Tod von Georg II. übernahm sein Bruder Paul den Thron. Als Paul 1964 starb, wurde dessen Sohn Konstantin II. neuer Monarch. Beim Militärputsch von 1967 übernahm eine Militärjunta die Macht. Konstantin II. behielt zwar sein Amt, musste allerdings das Land verlassen. 1973 wurde die Monarchie abgeschafft und Konstantin abgesetzt.
| Georgios Kondylis (Regent)     | 10. Oktober 1935  | 25. November 1935  |                              |
| Georg II.                      | 25. November 1935 | 1. April 1947      | Sohn von König Konstantin I. |
| Damaskinos Papandreou (Regent) | 31. Dezember 1944 | 27. September 1946 |                              |
| Paul I.                        | 1. April 1947     | 6. März 1964       | Sohn von König Konstantin I. |
| Konstantin II.                 | 6. März 1964      | 1. Juni 1973       | Sohn von König Paul          |

## Obristen-Regime
Mit dem Putsch von 1967 ging die Macht in Griechenland an eine Militärjunta über. Diese setzte nach der Flucht von König Konstantin Georgios Zoitakis als Vizekönig ein, womit er die Position des Staatsoberhauptes übernahm. 1972 wurde er durch Premierminister Georgios Papadopoulos, der seit 1967 der faktische Machthaber war, ersetzt. Mit der Einführung der Republik 1973 nannte Papadopoulos sich Staatspräsident. Bereits wenige Monate später musste er das Amt an Phaidon Gizikis abgeben. Dieser wurde mit dem Ende der Diktatur 1974 gestürzt.
| Georgios Zoitakis     | 13. Dezember 1967 | 21. März 1972     |
| Georgios Papadopoulos | 21. März 1972     | 25. November 1973 |
| Phaidon Gizikis       | 25. November 1973 | 18. Dezember 1974 |

## Dritte Griechische Republik
Mit der Wiederherstellung der Republik steht an der Spitze Griechenlands ein gewählter Präsident.
| Michail Stasinopoulos           | 18. Dezember 1974 | 19. Juni 1975 |
| Konstantinos Tsatsos            | 20. Juni 1975     | 15. Mai 1980  |
| Konstantinos Karamanlis         | 15. Mai 1980      | 10. März 1985 |
| Ioannis Alevras (kommissarisch) | 10. März 1985     | 30. März 1985 |
| Christos Sartzetakis            | 30. März 1985     | 4. Mai 1990   |
| Konstantinos Karamanlis         | 4. Mai 1990       | 10. März 1995 |
| Konstantinos Stefanopoulos      | 10. März 1995     | 12. März 2005 |
| Karolos Papoulias               | 12. März 2005     | 13. März 2015 |
| Prokopis Pavlopoulos            | 13. März 2015     | 13. März 2020 |
| Katerina Sakellaropoulou        | 13. März 2020     | 13. März 2025 |
| Konstantinos Tasoulas           | 13. März 2025     | amtierend     |